# ديميلزا ريفيلي
ديملزا روز ريفيلي  (بالإنجليزية: Demelza Reveley)‏ (ولدت في 19 سبتمبر 1991، في ولونغونغ، نيو ساوث ويلز)  عارضة أسترالية، اشتهرت بفوزها بنسخة الرابعة من برنامج أستراليا نيكست توب موديل.

## نشأتها
ولدت ديميلزا ريفيلي في ولونجونج، نيو ساوث ويلز، لأندرو ومارجريت ريفيلي. لديها أخت واحدة، قبل المنافسة في برنامج نيكست توب موديل في أستراليا، كانت طالبة في كلية سانت ماري ستار أوف ذا سي ومدرسة إيلاوارا النحوية.

## روابط خارجية
- ديملزا ريفيلي في أستراليا نيكست توب موديل
- ديميلزا ريفيلي على موقع دليل عارضات الأزياء (الإنجليزية)